# Proclamación de la Independencia del Perú (Juan Lepiani)
Proclamación de la Independencia del Perú es un óleo sobre lienzo del pintor peruano Juan Lepiani realizado en Roma en 1904. Es parte de la colección pictórica del Museo Nacional de Arqueología, Antropología e Historia del Perú (Pueblo Libre, Lima). Es el cuadro más icónico sobre la proclamación de la independencia peruana.

## Sobre el autor
Juan Lepiani (Lima, 1864-Roma, 1932) fue un pintor que desde la última década del siglo XIX se hizo conocido por sus óleos inspirados en temas históricos y patrióticos, especialmente en episodios memorables de la guerra del Pacífico. En 1903 se trasladó a Europa y radicó hasta su fallecimiento en Italia, exceptuando un esporádico regreso al Perú en 1928-1929.

## Descripción
Sus dimensiones son 247,7 cm de altura y 397,9 cm de ancho.
Debido a la dificultad que tenía Lepiani para realizar retratos debido a la poca documentación con la que contaba, resolvió pintar los personajes dando la espalda, aunque manteniendo ciertos rasgos que hacen reconocer a los protagonistas de la proclamación de la independencia el sábado 28 de julio de 1821. La escena trascurre en un balcón del cabildo de Lima. En el centro se reconoce a José de San Martín, sosteniendo con la mano izquierda la bandera peruana. A su alrededor se encuentran las distintas autoridades políticas, militares y religiosas que acudieron al acto, y en la explanada el pueblo limeño escuchando las palabras de San Martín.
Según investigaciones, se ha establecido que el único personaje sobre el balcón que mira hacia el espectador es Lepiani, quien realizó un autorretrato.

### Licencias artísticas
La proclamación de la independencia se realizó sobre un tabladillo en la misma Plaza Mayor y no en el balcón del cabildo como pintó Lepìani. Por otro lado, San Martín porta la bandera que corresponde al tercer diseño realizado por José Bernardo de Tagle en 1822.